# Souanké flygplats
Souanké flygplats är en stängd flygplats vid orten Souanké i Kongo-Brazzaville. Den ligger i departementet Sangha, i den norra delen av landet, 700 km norr om huvudstaden Brazzaville. Souanké flygplats ligger 525 meter över havet. IATA-koden är SOE och ICAO-koden FCOS. Av säkerhetsskäl stängdes flygplatsen tillfälligt 2018.